# 89 mm od Europy
89 mm od Europy ist ein polnischer Dokumentar-Kurzfilm von Marcel Łoziński aus dem Jahr 1993. Der Film befasst sich mit dem 89-Millimeter-Unterschied in den Spurbreiten von Eisenbahngleisen in Europa und der ehemaligen Sowjetunion. Die Dokumentation war 1995 für den Oscar für den besten Dokumentar-Kurzfilm nominiert.
Der Film zeigt die Routine im Bahnhof Brest-Zentralny, wo die europäische Normalspur von 1435 mm auf die russische Breitspur von 1524 mm trifft und die Radsätze aller Züge ausgetauscht werden müssen.

## Rezeption
Marek Haltof fasst den Spurunterschied als vom Film gewählte Metapher für den Unterschied zwischen Russland und dem westlichen Europa auf.
In Business & Arts hob Zosia Sablińska die subtile und sugistative Bildsprache des Kurzfilms hervor.

## Auszeichnungen
- Internationale Kurzfilmtage Oberhausen 1993: Hauptpreis[3]

- Oscars 1995: Nominierung für den besten Dokumentar-Kurzfilm[4]